# Etea (Tessàlia)
|  | No s'ha de confondre amb Etea. |

Etea (grec antic: Οἰταία, llatí: Oetaea) era un districte muntanyós de l'antiga Tessàlia, situat al voltant del Mont Eta, a la vall alta de l'Esperqueu i a l'est de Dolòpia.
Sembla que eteus era un nom col·lectiu aplicat a diverses tribus que habitaven les valls de l'Eta, un grup de tribus bàrbares dedicades al saqueig i al robatori, tant de la Mèlida a l'est com de la Dòrida al sud, segons Tucídides. Les més importants d'aquestes tribus eren els enians, que Homer i Heròdot anomenen eniens, i que segons Pausànies eren una antiga tribu hel·lènica i formaven part de la Lliga Amfictiònica.
Es deia que primer van ocupar la plana de Dòcia, a la Pelasgiòtida, després van vagar per les fronteres amb l'Epir i finalment es van establir a la vall de l'Esperqueu, on Hipata era la seva ciutat principal, segons Plutarc i Estrabó. Tenien altres ciutats menys importants.